# Abdel Moneim Hussein
Abdel Moneim Mustafa Hussein, ar. عبد المنعم مصطفى حسين (ur. 1952 w Chartumie) – sudański piłkarz, grający na pozycji napastnika, trener piłkarski.

## Kariera piłkarska

### Kariera klubowa
W 1970 rozpoczął karierę piłkarską w Al Tahrir SC. W 1973 przeszedł do Al-Ahly Kair, w którym w 1983 zakończył karierę piłkarską.

## Kariera trenerska
Od 1992 do 1995 trenował Al-Ahly Kair.
Obecnie pracuje jako dyrektor techniczny CAF.